# این آخرش است (کنسرت اقامتی)
این است (نام‌های دیگر: همین است یا آخرش است) (به انگلیسی: This Is It) نام مجموعه‌ای از ۵۰ کنسرت که قرار بود از تاریخ ۱۳ ژوئیه ۲۰۰۹ تا ۶ مارس ۲۰۱۰ به مدت ۹ ماه توسط، مایکل جکسون، خواننده، ترانه‌نویس، رقصنده، موسیقیدان و فعال حقوق بشر در ورزشگاه او۲ آرنا لندن در شهر لندن انگلستان برگزار شود که به علت مرگ ناگهانی وی در تاریخ ۲۵ ژوئن ۲۰۰۹ (۴ تیر ۱۳۸۸) لغو شد.
در ابتدا جکسون فقط اجرای ۱۰ کنسرت را خبر داد و گفت که این آخرین اجرای زندهٔ اوست اما به دلیل فروش تمام بلیط‌ها در کمتر از ۱ ساعت، و همچنین فشار بانیان تور به مایکل و تقاضای مردم به افزایش کنسرت‌ها، ۴۰ کنسرت دیگر اضافه شد و در مجموع به ۵۰ کنسرت رسید. فروش بسیار سریع بلیط‌ها باعث شکسته شدن چندین رکورد شد.
این آخرش است اولین مجموعه کنسرتی بود که از زمان تور جهانی تاریخ در سال ۱۹۹۷ توسط جکسون اجرا می‌شد، به همین دلیل به عنوان مهم‌ترین اتفاق سال در صنعت موسیقی شناخته شد. رندی فیلیپس، مدیر عامل کمپانی «AEG Live» مدعی شد که ۱۰ کنسرت اول سودی بالغ بر ۸۰ میلیون دلار نایل جکسون می‌کند.
جکسون با افراد معروف زیادی برای اجرای این مجموعه کنسرت‌ها همکاری می‌کرد که می‌توان به کنی اورتگا کارگردان معروف مجموعه فیلم‌های دبیرستان موزیکال، کریستین آدیگر طراح معروف لباس و لو فریگنو بدن ساز و بازیگر سریال هالک افسانه‌ای (The Incredible Hulk) اشاره کرد.
پس از مرگ جکسون کمپانی «AEG Live» اعلام کرد که او در حال برنامه‌ریزی برای یک تور جهانی بزرگ پس از این است بود و در نظر داشت آن را به «بزرگ‌ترین کنسرتی که تا به حال اتفاق افتاده» تبدیل کند.
کمپانی کلمبیا پیکچرز نیز با پرداخت ۶۰ میلیون دلار حق پخش مستندی را دریافت کرد و آن را با نام این است مایکل جکسون بر روی پرده‌های سینما برد. این فیلم که منتخبی از ۱۰۰ ساعت پشت صحنهٔ تمرین جکسون برای کنسرت‌های این آخرش است بود به «پرفروش‌ترین فیلم مستند و موزیکال تمام دوران‌ها» تبدیل شد.

## پیشینه
در تاریخ ۱۵ اسفند ۱۳۸۷ (۶ مارس ۲۰۰۹) جکسون در لندن حضور یافت و در ورزشگاه او۲ آرنا لندن در جمع بیش از ۷٬۰۰۰ طرفدار و ۳۵۰ گزارشگر خبر برگزاری ۱۰ کنسرت با نام این آخرش است را داد.
من فقط می‌خواستم بگم که این کنسرت‌ها آخرین اجراهای من در لندن خواهد بود؛ و وقتی می‌گویم آخرش است، یعنی واقعاً آخرش است؛ و این آخرین فراخوان است. این همان چیزی است که در انتظارش بودید پس در ماه ژوئیه می‌بینمتون.
دوستتون دارم
وی پس از پایان سخنرانی مختصر سه دقیقه‌ای خود به هیچ سؤالی پاسخ نداد. سخنان جکسون کمی رمزآمیز بود و جای این سؤال را باقی گذاشت که آیا این کنسرت‌ها، آخرین‌های او در لندن است یا در کل دنیا.
یک هفته پس از کنفرانس جکسون در ورزشگاه او۲ آرنا، رندی فیلیپس، مدیر عامل کمپانی «AEG Live»، برگزارکنندهٔ کنسرت‌های این آخرش است گفت:
این کنسرت‌ها بزرگ‌ترین، پر خرج‌ترین و پیشرفته‌ترین از نظر تکنیک در تاریخ خواهند بود.

## تاریخ اجراها[۳]
| ژوئیه ۲۰۰۹ |
| ---------- |
| ۱۳ ژوئیه   |
| ۱۶ ژوئیه   |
| ۱۸ ژوئیه   |
| ۲۲ ژوئیه   |
| ۲۴ ژوئیه   |
| ۲۶ ژوئیه   |
| ۲۸ ژوئیه   |
| ۳۰ ژوئیه   |

| اوت ۲۰۰۹ |
| -------- |
| ۱ اوت    |
| ۳ اوت    |
| ۱۰ اوت   |
| ۱۲ اوت   |
| ۱۷ اوت   |
| ۱۹ اوت   |
| ۲۴ اوت   |
| ۲۶ اوت   |
| ۲۸ اوت   |
| ۳۰ اوت   |

| سپتامبر ۲۰۰۹ |
| ------------ |
| ۱ سپتامبر    |
| ۳ سپتامبر    |
| ۶ سپتامبر    |
| ۸ سپتامبر    |
| ۱۰ سپتامبر   |
| ۲۱ سپتامبر   |
| ۲۳ سپتامبر   |
| ۲۷ سپتامبر   |
| ۲۹ سپتامبر   |

| ژانویه ۲۰۱۰ |
| ----------- |
| ۷ ژانویه    |
| ۹ ژانویه    |
| ۱۲ ژانویه   |
| ۱۴ ژانویه   |
| ۱۶ ژانویه   |
| ۱۸ ژانویه   |
| ۲۳ ژانویه   |
| ۲۵ ژانویه   |
| ۲۷ ژانویه   |
| ۲۹ ژانویه   |

| فوریه ۲۰۱۰ |
| ---------- |
| ۱ فوریه    |
| ۳ فوریه    |
| ۸ فوریه    |
| ۱۰ فوریه   |
| ۱۲ فوریه   |
| ۱۶ فوریه   |
| ۱۸ فوریه   |
| ۲۰ فوریه   |
| ۲۲ فوریه   |
| ۲۴ فوریه   |

| مارس ۲۰۱۰ |
| --------- |
| ۱ مارس    |
| ۳ مارس    |
| ۶ مارس    |

## جزئیات کنسرت

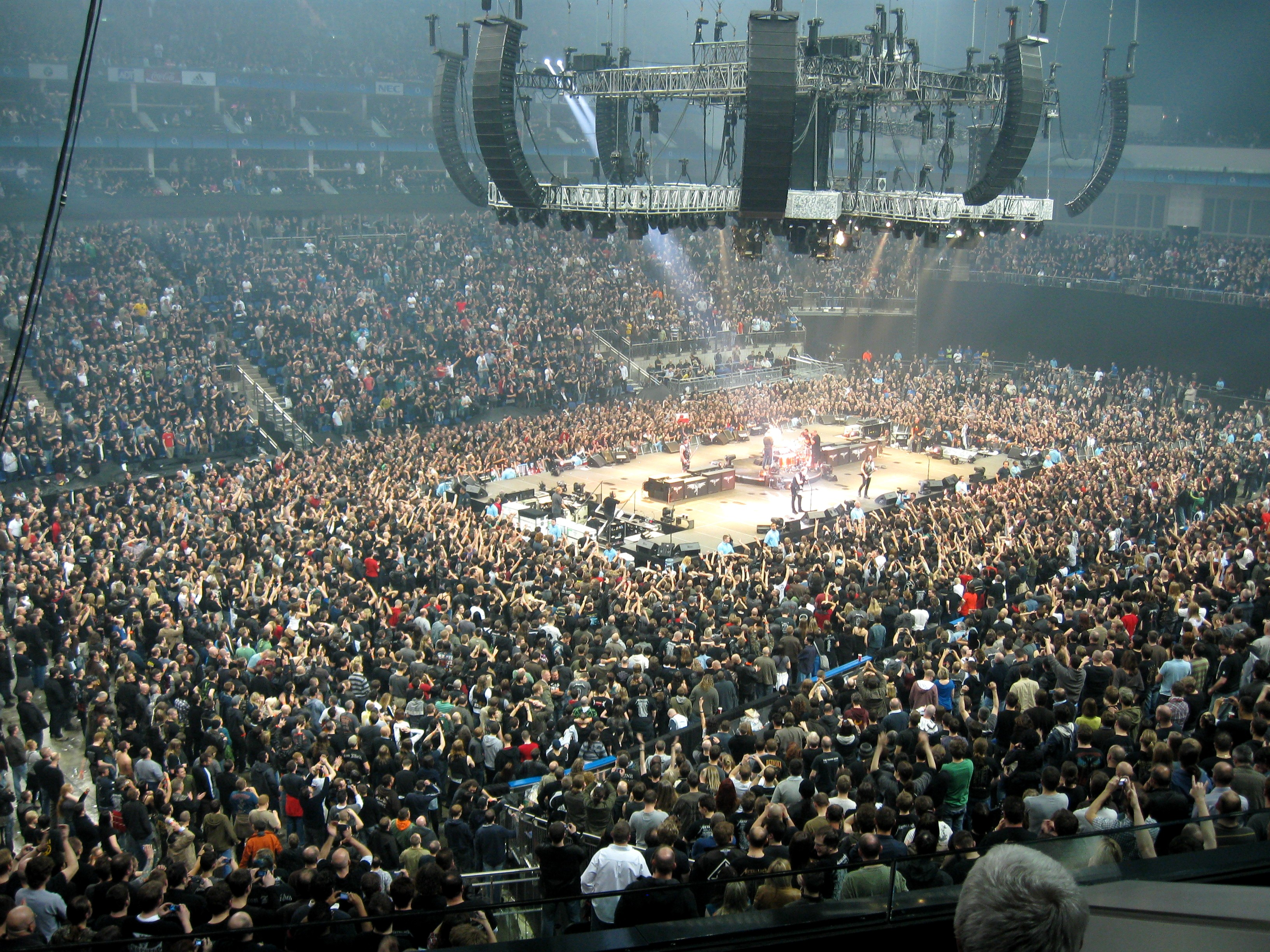
ورزشگاه O2 arena

در اصل زمان آغاز ۵۰ کنسرت این است ۸ ژوئیه ۲۰۰۹ اعلام شده بود و قرار بود تمام ۵۰ کنسرت در ورزشگاه «O2 arena» لندن که ظرفیت ۲۳٬۰۰ نفر را داشت اجرا شود. سپس در می ۲۰۰۹ هزاران رقصنده از سراسر جهان برای انجام تست رقصندگی به محل اقامت جکسون رفتند.
طبق گفتهٔ رندی فیلیپس، مدیر عامل کمپانی AEG Live بودجهٔ کنسرت‌ها ۱۳ میلیون دلار بود و در هر کدام از این کنسرت‌ها ۱۸ تا ۲۲ ترانه از محبوب‌ترین‌های مایکل جکسون اجرا می‌شد.
در ۲۰ می (۳۰ اردیبهشت) اطلاع داده شد که اولین کنسرت با ۵ روز تأخیر در ۱۳ ژوئیه (۲۲ تیر) برگزار می‌شود و سه کنسرت دیگر که در ماه ژوئیه قرار داشتند به مارس ۲۰۱۰ (اسفند ۱۳۸۸) موکول شدند. کمپانی AEG Live دلیل این تغییر در برنامهٔ کنسرت‌ها را آمادگی بیشتر کنسرت‌ها از لحاظ فنی و تکنیکی و آماده‌سازی صحنهٔ نمایش با توجه به گستردگی و تکنولوژی بالای آن‌ها بیان کرد. با تغییرات ایجاد شده در برنامهٔ کنسرت‌ها، ۲۷ کنسرت از ۱۳ ژوئیه تا ۲۹ سپتامبر ۲۰۰۹ اجرا می‌شد و پس از سه ماه استراحت تا سال جدید؛ ۲۳ کنسرت دیگر از ۷ ژانویه تا ۶ مارس ۲۰۱۰ (۱۵ اسفند) اجرا می‌شد.
پس از فوت جکسون، ستارهٔ موسیقی پاپ، لیدی گاگا در مصاحبه‌ای با لری کینگ اعلام کرد که قرار بود در کنسرت‌های این آخرش است با مایکل جکسون همکاری داشته باشد. همچنینسوفیا بوتلا{ از الجزایر هم تست داد و قبول شد اما به دلیل اینکه سوفیا در پروژهمدونا حضور داشت نتوانست با جکسون همکاری کند، اما در سال ۲۰۱۱ سوفیا در موزیک ویدئو امشب هالیوود با لباس بیلی جین مایکل به ایفای نقش پرداخت و نقش اصلی را بازی کرد.

## کارکنان[۸]
- خالق و کارگردان و طراح رقص: مایکل جکسون
- همکار خالق و کارگردان: کنی اورتگا (Kenny Ortega)
- دستیار کارگردان و طراح رقص: تراویس پین (Travis Payne)
- دستیار تهیه‌کننده: آلیف سنکی (Alif Sankey)
- دستیاران طراح رقص: استاکی والکر (Stacy Walker) و تونی تستا (Tony Testa)
- طراح تولید: مایکل کاتن (Michael Cotten)
- مربی مایکل جکسون: دیوید برنال (David Elsewhere Bernal)
- انتخاب رقصنده‌ها: گرگ اسمیت (Gregg Smith)
- طراح تکنیک نورپردازی: پاتریک وود روف (Patrick Woodroffe)

## مرگ جکسون
فوت جکسون ۱۸ روز قبل از شروع کنسرت‌ها در ۴ تیر ۱۳۸۸ به وقوع پیوست.

## آلبوم و فیلم مستند

مایکل جکسون در حال اجرای مجرم زیرک در ۲ تیر ۱۳۸۸ تنها دو روز قبل از مرگش

پس از مرگ مایکل جکسون کمپانی کلمبیا پیکچرز با بودجهٔ ۶۰ میلیون دلار مستندی با نام این است مایکل جکسون را بر روی پرده‌های سینما برد. این فیلم که منتخبی از ۱۰۰ ساعت پشت صحنهٔ تمرین جکسون برای کنسرت‌های این آخرش است بود به «پرفروش‌ترین فیلم مستند تاریخ سینما» تبدیل شد.
این فیلم از ۶ آبان تا ۶ آذر سال ۱۳۸۸ در سینماهای سرتاسر جهان به نمایش درآمد.
برخی از صداهای ترانه‌های درون این فیلم از ترانه‌های از قبل ضبط شده بود اما در بیشتر ترانه‌های اجرا شده صدای واقعی جکسون در همان اجرای اصلی پشت صحنه است.
در ۴ آبان ۱۳۸۸ آلبوم گردآوری‌شده و ساندترک «این است» به عنوان ضمیمهٔ مستند این است مایکل جکسون منتشر شد. این آلبوم دو دیسکی است که دیسک اول شامل ۱۴ آهنگ قدیمی و یک ترانهٔ جدید با نام «این است» و دیسک دوم شامل ۳ نسخهٔ دموی آهنگ‌های قدیمی و یک قطعهٔ دکلمه‌ای با نام «سیارهٔ زمین» است.